# Laramière
Laramière är en kommun i departementet Lot i regionen Occitanien i södra Frankrike. Kommunen ligger i kantonen Limogne-en-Quercy som tillhör arrondissementet Cahors. År 2022 hade Laramière 353 invånare.

## Befolkningsutveckling
Antalet invånare i kommunen Laramière
| Referens: INSEE |